# Valentín Antonio de Céspedes
Valentín Antonio de Céspedes (Valladolid, 14 de febrero de 1595-Burgos, septiembre u octubre de 1668) fue un jesuita español, predicador, poeta y dramaturgo.

## Biografía
Era hijo del maestro Baltasar de Céspedes y de Antonia del Peso, hija a su vez del gran humanista Francisco Sánchez de las Brozas, el Brocense. Natural era que Valentín sintiera apego a las humanidades. A los dos años marchó con su familia a Salamanca, pues su padre había obtenido una cátedra en la universidad. Allí pasó su infancia y adolescencia, leyó las poesías de Francisco de Aldana y las comedias de Lope de Vega y fue un asiduo asistente al corral de comedias junto a los alumnos de su padre, entre ellos el florentino Girolamo da Sommaia, que nos dejó un imprescindible Diario de un estudiante de Salamanca (1603-1607), editado por el hispanista George Haley (Málaga: Analecta Malacitana, 2012).
Con quince años, el 26 de abril de 1610, pidió ingresar en la Compañía de Jesús y pasó dos años del largo noviciado que exige esta orden en Villagarcía y otros tres en León, en el colegio de San Miguel, cursando Artes bajo la tutela del futuro cardenal Juan de Lugo. En 1615 inició la teología en el Colegio de San Antonio de Valladolid, y concluyó en 1620. Quizá entonces fue ordenado sacerdote. Le mandaron enseñar tres años de Artes en el Colegio de San Ambrosio y luego gramática, filosofía y teología moral en el de San Miguel (León), al mismo tiempo que ejercía de confesor y predicador. 
Ya entonces compuso dos fábulas mitológicas, Mirra y Atalanta e Hipomenes, publicadas muy tarde en 1654 en la antología de José Alfay Poesías varias de grandes ingenios españoles. En enero de 1628 profesó los cuatro votos solemnes de la Compañía, y en 1633 pasó al colegio de Tudela para enseñar gramática, filosofía y teología otro trienio. Se trasladó a Zaragoza brevemente y volvió al Colegio de San Ignacio de Valladolid en 1637, por oscuras acusaciones que ya no es posible desentrañar. En los seis años siguientes, hasta 1643, desarrolló su corta pero intensa trayectoria dramática. Quizá para el Corpus de 1638 compuso una Comedia Sacramental sobre la historia de Eneas que se ha perdido, y para el Corpus del año siguiente el Auto Sacramental de los juegos de la Fe y Amor Divino. Por esa época compuso dos comedias sobre el episodio biográfico de Ignacio de Loyola en Montserrat (1522), para celebrar la fiesta del santo el 31 de julio y el centenario de la Compañía en 1640. Ambas tuvieron un éxito enorme, y se imprimieron con los títulos Las Glorias del mejor siglo (a nombre de Pedro del Peso, 1640), perdida, y Obrar es durar, que el profesor Agustín de la Granja llama Monserrat II o del Centésimo, representada del 5 al 11 de octubre de 1640 en el Colegio Imperial de la Compañía en Madrid, con escenografía y tramoyas del famoso Cosme Lotti. En 1642 se halla en el colegio de Segovia y en 1643 volvió al noviciado de Villagarcía para componer un “coloquio” en honor a san Francisco Javier para su fiesta el 3 de diciembre de 1643, representado en presencia del conde-duque de Olivares, desterrado en Toro. Vuelto a Tudela en 1644, enseñó allí gramática, filosofía y teología moral y dejó el teatro por la predicación y la dirección de almas, en lo que alcanzó una gran acreditación. Así, hizo oratoria sagrada para tres cuaresmas en el Hospital General de Nuestra Señora de Gracia de Zaragoza y alcanzó el difícil elogio como orador de Baltasar Gracián en su Agudeza y Arte de Ingenio.
Por entonces se desató una polémica con José de Ormaza, jesuita del mismo colegio de Tudela, sobre la manera de predicar, pues este atacó su estilo sin nombrarle en su Censura de la elocuencia (Zaragoza, 1648), título que usurpó a Céspedes, ya que este pretendía publicar un manuscrito sobre esa materia con él. Valentín le respondió con un mesurado, pero contundente Trece por docena, de mucha difusión manuscrita e inédito hasta 1998, obra importante para conocer la oratoria sagrada a mediados del XVII por sus detalles técnicos y retóricos sobre la elaboración y actio de los sermones. También replicó a Ormaza Ambrosio Bondía con un Triunfo de la Verdad (1649), que Céspedes pudo leer y que refutó también. 
En 1649 estuvo en el Seminario de Ingleses de Valladolid y de allí pasó al colegio de Monforte de Lemos, donde estuvo cinco años predicando y enseñando gramática, filosofía y teología escolástica y moral antes de volver a Castilla. En 1656 fue trasladado al colegio de Burgos, donde impartió Controversias. Su salud se resiente, pero participó en el certamen convocado por la Universidad de Salamanca en 1658 en celebración del nacimiento del príncipe Felipe Próspero. Los siguientes diez años no se movió de Burgos, donde falleció en 1668 el 27 de septiembre o el 28 de octubre, según unos u otros, con setenta y tres años.
Aparte de los elogios que como orador sacro le dispensó Baltasar Gracián, mereció como dramaturgo los de Francisco Bances Candamo: «Aquella dulce llamarada de Apolo, aquel volcán de las Musas y aquella impetuosa avenida de la Helicona, Valentín de Céspedes, digo» en su Teatro de los teatros de los pasados y presentes siglos.

## Obras
- Auto Sacramental de los juegos de la Fe y Amor Divino, 1639 (inéd.)
- Las Glorias del mejor siglo, 1640. Ramón Mesonero Romanos publicó la obra en la BAE, XLIX (Tomo II de los Dramáticos posteriores a Lope de Vega), pp. 139-156 y modernamente Ignacio Arellano, Las glorias del mejor siglo. Pamplona: Universidad de Navarra, 2011.
- Obrar es durar, 1640 (inéd.)
- Loa al Santísimo Sacramento en el día de San Luis Gonzaga a cuyo honor se representa el acto (atrib.)
- Juan de la Encina (seud.), Trece por docena. Censura censurae, por musa musae. Para enseñar a declinar a un párbulo de muchos desatinos pueriles, con que el diablo le tentó a meterse a predicador dogmatizante de la nueva garapiña, compuesta por el licenciado Juan de la Encina, que sentido De que le hurtasen la Censura, se ha buelto de concha, para mostrar su talento en la repuesta. Dedicada a d. Pérez Gonzalo, Canónigo de Dignidad, Boceguillas, 1669. Hay tres copias manuscritas,[4] no parece hubiera imprenta en Boceguillas. Hay ed. moderna de F. Cerdán y J. E. Laplana, Toulouse, PUM, 1998. Es respuesta a José de Ormaza con el pseudónimo de Gonzalo Pérez de Ledesma, Censura de la eloquencia, para calificar sus obras y señaladamente las del púlpito (Zaragoza, Hospital Real y General de Nuestra Señora de Gracia, 1648).
- "Fábula de Mirra" y "Fábula de Atalanta e Hipomenes", en José Alfay (ed.), Poesías varias de grandes ingenios españoles, Zaragoza, 1654; luego las incluyó en su segunda antología, Delicias de Apolo, pero allí atribuye la Atalanta a Agustín Moreto, solo por motivos comerciales. Como de Valentín de Céspedes la volvió a publicar Francisco Mariano Nifo en su Cajón de Sastre, Madrid, 1781, Tomo VII, p. 139.
- Sermón en que se contiene la vida prodigiosa, virtudes, y muerte del señor Don Pedro Barrantes, Canónigo de la Santa Iglesia Metropolitana de Burgos, en Noticias fúnebres de las religiosas demonstraciones [...] a la memoria perpetua del Venerable Don Pedro Barrantes Aldana, Canónigo desta S. Iglesia de Burgos, Burgos, 1658.
- El triunfo de Iudith: romance.